# Discografia dei Rainbow
Questa voce contiene la discografia dei Rainbow.

## Album

### Album in studio
| Data | Titolo                      | UK | US | Riconoscimenti BPI | Note |
| 1975 | Ritchie Blackmore's Rainbow | -  | 30 | Disco d'Argento    |      |
| 1976 | Rising                      | -  | 48 | Disco d'Oro        |      |
| 1978 | Long Live Rock 'n' Roll     | 7  | 89 | Disco d'Argento    |      |
| 1979 | Down to Earth               | 6  | 66 | Disco d'Oro        |      |
| 1981 | Difficult to Cure           | 3  | 50 | Disco d'Oro        |      |
| 1982 | Straight Between the Eyes   | 5  | 30 | Disco d'Argento    |      |
| 1983 | Bent Out of Shape           | 11 | 34 |                    |      |
| 1995 | Stranger in Us All          | -  | -  |                    |      |

### Album dal vivo
| Data | Titolo               | UK | US | Riconoscimenti BPI | Note                                                    |
| 1977 | On Stage             | 7  | 65 | Disco d'Argento    |                                                         |
| 1986 | Finyl Vinyl          | 31 | 87 |                    |                                                         |
| 1990 | Live in Germany 1976 | -  | -  |                    | L'album è stato ripubblicato col titolo Live in Europe. |
| 2006 | Live in Munich 1977  | -  | -  |                    |                                                         |

### Raccolte
| Data | Titolo                                                                | UK | US | Riconoscimenti BPI | Note |
| 1981 | The Best of Rainbow                                                   | 14 | -  | Disco d'Oro        |      |
| 1997 | The Very Best of Rainbow                                              | -  | -  |                    |      |
| 2000 | 20th Century Masters - The Millennium Collection: The Best of Rainbow | -  | -  |                    |      |
| 2002 | Pots of Gold                                                          | -  | -  |                    |      |
| 2002 | All Night Long: An Introduction                                       | -  | -  |                    |      |
| 2003 | Catch the Rainbow: The Anthology                                      | -  | -  |                    |      |

## Singoli
| Data | Titolo                        | UK | US  | Album                       |
| ---- | ----------------------------- | -- | --- | --------------------------- |
| 1975 | "Man on the Silver Mountain"  | -  | -   | Ritchie Blackmore's Rainbow |
| 1975 | "Catch the Rainbow"           | -  | -   | Ritchie Blackmore's Rainbow |
| 1976 | "Starstruck"                  | -  | -   | Rising                      |
| 1976 | "Stargazer"                   | -  | -   | Rising                      |
| 1978 | "Kill the King"               | 44 | -   | Long Live Rock 'N' Roll     |
| 1978 | "Long Live Rock 'N' Roll"     | 33 | -   | Long Live Rock 'N' Roll     |
| 1978 | "LA Connection"               | 40 | -   | Long Live Rock 'N' Roll     |
| 1979 | "Gates of Babylon"            | -  | -   | Long Live Rock 'N' Roll     |
| 1979 | "Since You Been Gone"         | 6  | 57  | Down to Earth               |
| 1980 | "All Night Long"              | 5  | 110 | Down to Earth               |
| 1981 | "I Surrender"                 | 3  | 105 | Difficult to Cure           |
| 1981 | "Can't Happen Here"           | 20 | -   | Difficult to Cure           |
| 1982 | "Stone Cold"                  | 34 | 40  | Straight Between the Eyes   |
| 1982 | "Power"                       | -  | -   | Straight Between the Eyes   |
| 1983 | "Can't Let You Go"            | 43 | -   | Bent Out of Shape           |
| 1983 | "Street of Dreams"            | 52 | 60  | Bent Out of Shape           |
| 1995 | "Hunting Humans (Insatiable)" | -  | -   | Stranger in Us All          |
| 1995 | "Ariel"                       | -  | -   | Stranger in Us All          |